# Babyscooter
Babyscooter è un Ep della band norvegese Motorpsycho pubblicato nel 1997.

## Tracce
1. Sideway Spiral 1 – 2:33
2. Walking on the Water – 4:20
3. Heartattack Mac – 7:42
4. Pills, Powders + Passionplays (Miss Mitchell in the Ladies Room) – 3:24
5. In the Family – 4:51

## Formazione
- Bent Saether - voce, basso, chitarra, pianoforte, percussioni, mellotron, taurus, piano rhodes
- Hans Magnus Ryan - chitarra, voce, basso, taurus, piano, organo, vibrafono, percussioni
- Haakon Gebhardt - batteria, banjo, pianoforte, voce, percussioni

### Ospiti
- Ole Henrik Moe - sega alto e soprano, piano, violino
- Helge Sten - oscillatori, echoplex, reverators, ring modulators